# قانون التحديث الجمركي
قانون التحديث الجمركي (الباب الرسمي الرابع من قانون التنفيذ الخاص باتفاقية التجارة الحرة لأمريكا الشمالية والمعروف باسم «قانون التحديث» (Mod Act) الذي عدل قانون التعريفة لعام 1930 والقوانين ذات الصلة. وقد وُصف قانون التحديث بأنه التشريع الإصلاحي الأكثر شمولية منذ تنظيم خدمة الجمارك الأمريكية (التي تُعرف الآن باسم حماية الجمارك والحدود أو CBP) في عام 1789 وقد أصبح معيارًا لسلطات الجمارك في جميع أنحاء العالم. وقدم قانون التحديث الجمركي اثنين من مفاهيم الجمارك الجديدة اللذين يُعرفان باسم «الامتثال المستنير» و«المسؤولية المشترك». ويرتكز هذان المفهومين على الفكرة المتمثلة في أنه لتعظيم الامتثال التطوعي للقوانين والأنظمة الجمركية، فإن مجتمع التجارة بحاجة إلى أن يكون على دراية كاملة لا لبس فيها بالتزاماته القانونية. وبناءً عليه، فإن قانون التحديث الجمركي يفرض التزامًا أكبر على الجمارك لتزويد الجمهور بمعلومات محسنة بشأن مسؤوليات وحقوق مجتمع التجارة بموجب القوانين الجمركية والقوانين ذات الصلة. علاوة على ذلك، يتشارك كل من مجتمع التجارة والسلطات الجمركية المسؤولية في تنفيذ المتطلبات المهمة.

## السمات
تتمثل السمات الرئيسية لقانون التحديث الجمركي في:
- التحسينات في إنفاذ القوانين الجمركية بشكل عام؛
- تعزيز إجراءات التدقيق التنظيمي؛
- سلطة استرداد الرسوم وعقوبات جديدة لاسترداد الرسوم لمطالبات استرداد الرسوم الكاذبة (في السابق، لم تنص القوانين الجمركية الأمريكية على عقوبات للشركات التي تقدم مطالبات كاذبة، وبهذا لم يكن لدى الشركات أي حافز لبذل الجهد لتقديم المطالبات بشكل صحيح)؛
- إنشاء برنامج التشغيل الآلي للجمارك الوطنية؛
- قبول التسويات المتعلقة بملخصات الإدخال السابقة.

وأجرت المادة 637 من قانون التحديث الجمركي تعديلاً للمادة 484 من قانون التعريفة الجمركية لعام 1930 وفرضت على المستوردين للمرة الأولى رسمًا قانونيًا لممارسة «العناية المعقولة» في تزويد مصلحة حماية الجمارك والحدود بالتصنيف الدقيق والمناسب والتقييم وغيرها من البيانات عند استيراد البضائع. بعد ذلك، تحدد مصلحة حماية الجمارك والحدود التصنيف النهائي والتقييم ومعدل الرسم الساري على السلعة المستوردة استنادًا إلى بيانات المستورد. ويخضع المستوردون لعقوبات على عدم ممارسة العناية المعقولة.
كما تضمن قانون التحديث الجمركي العديد من التعديلات على صلاحيات الإنفاذ التي تتمتع بها مصلحة حماية الجمارك والحدود.
- بقدر فشل المستورد في استخدام العناية المعقولة، يجوز لمصلحة الجمارك فرض المادة 592 الخاصة بالعقوبات.
- عدلت المادة 615 المادة 509 من قانون التعريفة الجمركية، حيث فرضت عقوبات جديدة خاصة بحفظ السجلات للمستوردين تصل قيمتها إلى 100000 دولار.
- عدلت المادة 621 المادة 592 لتطبيق العقوبات الحالية عن المعلومات الكاذبة على المعلومات التي يتم إرسالها إلكترونيًا والسماح لمصلحة الجمارك باسترداد الضرائب والرسوم التي لم يتم دفعها الناتجة عن الانتهاكات الأخرى المنصوص عليها في المادة 592.